# هازلباخ (تورینگن)
هازلباخ (به آلمانی: Haselbach) یک شهر در آلمان است که در اتنبرگر لند واقع شده‌است. هازلباخ ۸۷۲ نفر جمعیت دارد.